# UL Japan
株式会社UL Japan（ユーエル・ジャパン、英: UL Japan, Inc.）は、三重県伊勢市に本社を持つ、米国の世界的第三者安全科学機関である、ULの日本法人である。北米のULマークのみならず、日本の電気用品安全法に基づいた安全・EMC認証のSマークをはじめ、欧州、中国市場向けの製品に必要とされる認証マークの適合性評価サービスを提供している。

## 主力製品・事業
- Product Safety（製品安全）
  - UL安全試験・認証
  - 世界の認証提供
  - 工場検査
- 検査・検証サービス
  - EMC／無線試験
  - 認証／適合証明
  - 性能試験
  - 各種検査・検証
- Life & Health (ライフ＆ヘルス)
  - 医療機器関連　製品安全・EMC試験
  - 品質マネジメントシステム認証
  - ユーザビリティ・HFE関連サービス
  - FDA申請サポート
  - FDA査察対応オンライントレーニング（ComplianceWire®）提供
- Environment (環境)
  - 環境表示検証
  - サステイナブル製品認証
  - Indoor Air Quality 試験・認証
  - GREENGUARD認証
- その他
  - 各種セミナー開催
  - 情報提供

## 主要事業所
- 事業所
  - 本社 - 三重県伊勢市朝熊町4383番326
  - 東京本社 - 東京都千代田区丸の内1-8-3　丸の内トラストタワー本館6階
- 安全試験所
  - 本社新安全試験棟 - 三重県伊勢市朝熊町3600番18
- EMC試験所
  - 本社EMC試験棟 - 三重県伊勢市朝熊4383番326
  - 横輪EMC試験所 - 三重県伊勢市横輪町108番
  - 湘南EMC試験所 - 神奈川県平塚市めぐみが丘1丁目22番3
  - 鹿島EMC試験所 - 千葉県香取市虫幡1614
  - オートモーティブ テクノロジー センター - 愛知県みよし市根浦町1丁目3番19

## 沿革
- 1980年（昭和55年） - 三重県伊勢市に株式会社エーペックス・インターナショナルが創立。
- 2003年（平成15年） - UL (Underwriters Laboratories Inc.) の日本法人であった株式会社ユーエル日本と、株式会社 エーペックス・インターナショナルが合併。株式会社ユーエルエーペックスが設立。
- 2005年（平成17年） - 東京都千代田区に東京本社を開設
- 2007年（平成19年）4月26日 - 社名を株式会社UL Japanへ変更。
- 2009年（平成21年）6月 - 神奈川県平塚市に、湘南EMC試験所を開所
- 2010年（平成22年）9月 - 伊勢本社敷地内に、PV試験所を開所
- 2011年（平成23年）10月 - 横浜事業所と東京本社を統合、丸の内トラストタワーへ移転
- 2013年（平成25年）12月 - 株式会社イーエムシー鹿島を連結子会社(株式会社UL鹿島)とする
- 2014年（平成26年）1月 - 株式会社島津テクノリサーチと共に合弁会社(株式会社UL島津ラボラトリー)を設立
- 2017年（平成29年）6月 - EV、HV/PHV、FCV、コネクテッドカーの試験に特化したオートモーティブ テクノロジー センターを開設

## 主要関係会社
- UL(UL LLC)
- UL ASG Japan
- UL鹿島
- UL島津ラボラトリー